# Maricao
La municipalité de Maricao, sur l'ile de Porto Rico (Code International : PR.MR) couvre une superficie de 96 km² et regroupe 4 755 habitants en 2020. Elle est la seconde municipalité de Porto Rico la moins peuplée.

## Histoire
Maricao est connue sous le nom de « cité du café ». Elle fut fondée le 10 avril 1874 par Bernardo Collado, Julian Ayala, Francisco M. Sojo, Napoleon Pietri et Leoncio S. Martinez. Au cours du XIXe siècle, les plantations de café se développent dans la région et plusieurs élégantes maisons de plantation sont construites. Cette situation perdura jusqu’au XXe siècle qui marque la fin de la période très favorable pour les producteurs de café, et l’économie de la région s’en verra alors détérioré. Plusieurs des anciennes maisons de plantations sont aujourd’hui utilisées par l’industrie du tourisme. Porto Rico conserve un marché de niche pour le café de luxe, mais ne peut plus envisager une production à large échelle.

## Géographie
Elle est située sur le flanc ouest des montagnes, sur une petite esplanade située dans des collines, au nord de San German, Sabane Grande et Yauco, au sud de Las Marías et Lares, au sud-est de Mayaguez et à l’ouest d’Adjuntas. Maricao s’étend sur 15 circonscriptions, dont Maricao Pueblo.

## Économie et Tourisme
Non loin de la ville se trouve l’écloserie de poissons de Maricao où environ 25 000 poissons sont élevés chaque année dans divers réservoirs et étangs afin d’approvisionner en poissons les lacs et les étangs de l’île. L’écloserie fait partie de la forêt de Maricao, également connue sous le nom de Monte des Estado. Bien que la végétation y soit plus sèche que dans d’autres forêts de montagne, Maricao abrite un grand nombre d’espèces d’oiseaux. Sa tour d’observation donne une vue lointaine sur la côte et le passage de Mona.

## Culture
Fiesta del café